# Sinar Mas Center
Sinar Mas Center (上海白玉蘭廣場, «Синар-Мас-центр» или «Синар-Мас-плаза», также известен как «Уайт-Магнолия-плаза» и «Норт-Бунд-тауэр») — сверхвысокий небоскрёб, расположенный в китайском городе Шанхай, в историческом районе Хункоу, в северной части набережной Бунд, рядом с Международным круизным терминалом. Построен в 2017 году в стиле модернизма, на начало 2020 года являлся пятым по высоте зданием города, 57-м по высоте зданием Китая, 67-м — Азии и 110-м — мира.
Строительство комплекса началось в 2009 году как часть масштабной реконструкции района вдоль реки Хуанпу, но затем остановилось. Проект главной башни был изменён, строительные работы возобновились в 2013 году и завершились в начале 2017 года. Архитекторами Sinar Mas Center выступили американская фирма Skidmore, Owings & Merrill и Восточно-Китайский архитектурный проектно-исследовательский институт, владельцем является индонезийский многопрофильный холдинг Sinar Mas Group. 65-этажная офисная башня достигает в высоту 320 метров.
Рядом с главной офисной башней расположена 39-этажная башня высотой 172 метра, в которой базируется пятизвёздочный W Hotel американской сети Marriott. В подиуме располагается многоуровневый торговый центр Sinar Mas Plaza площадью 90 тыс. м², соединённый переходами со станцией метро «Международный круизный терминал» и парком на набережной. Общая площадь комплекса Sinar Mas Center (офисы, отель и торговый центр) — 420 тыс. м².   

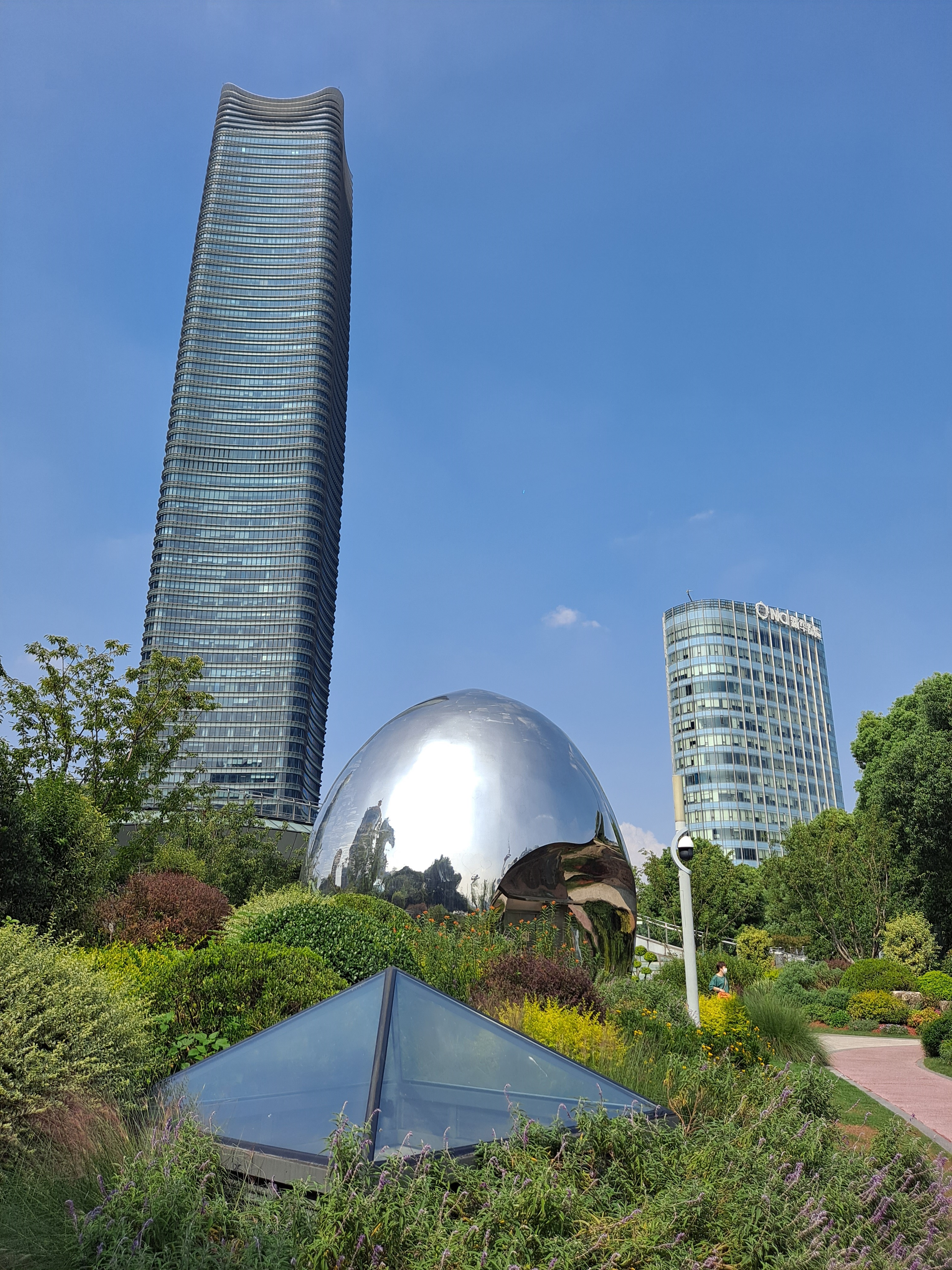
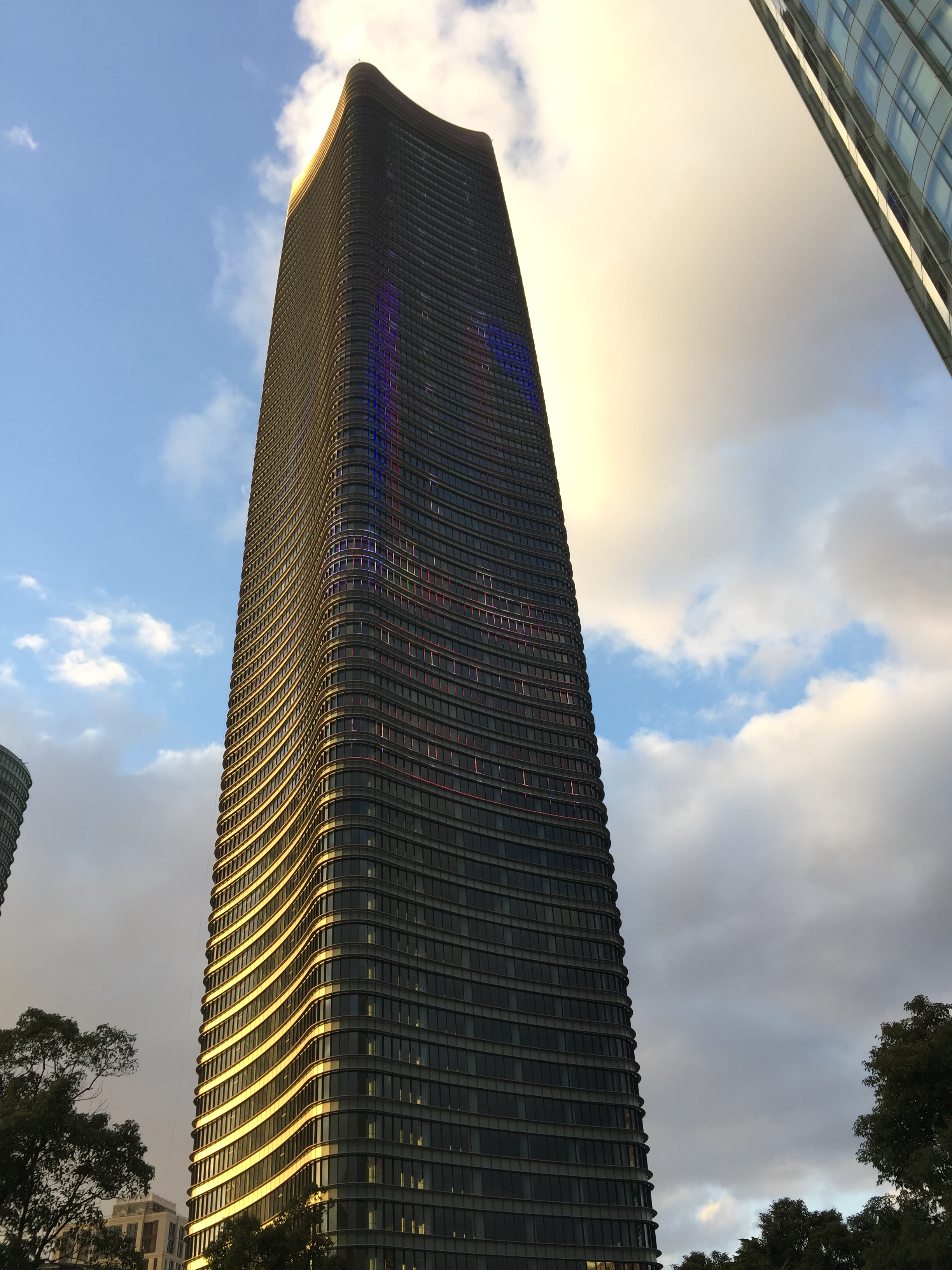
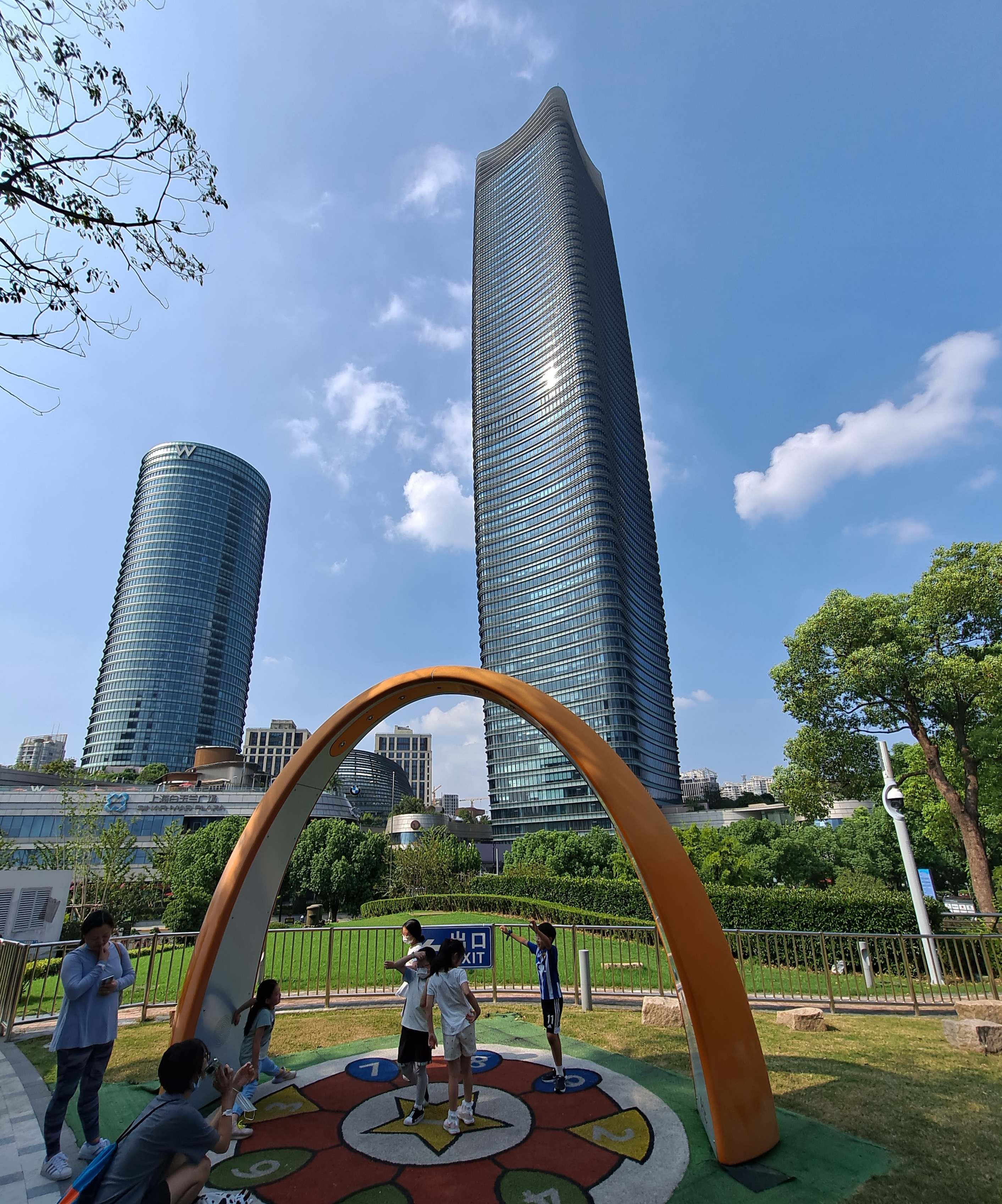

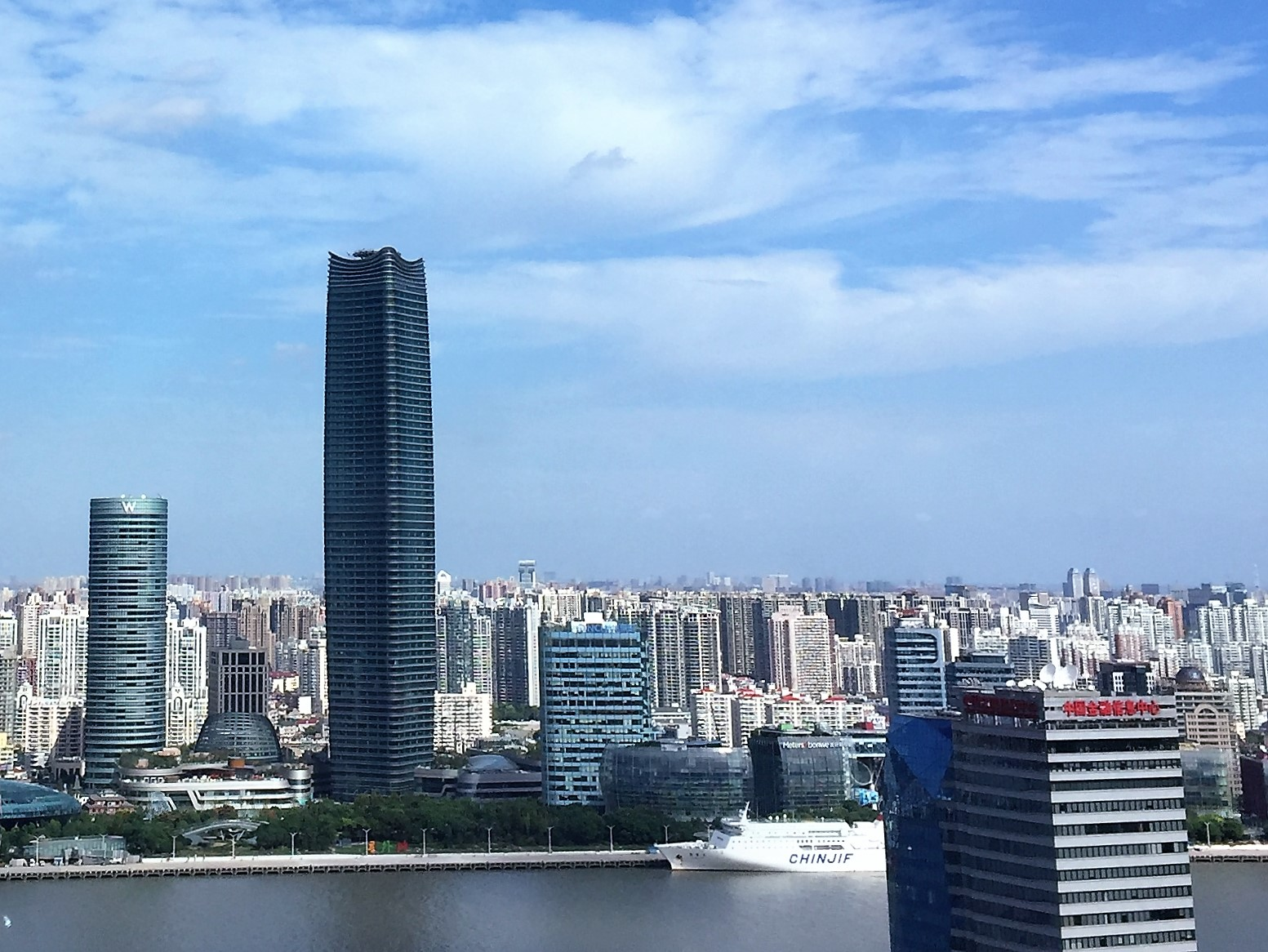
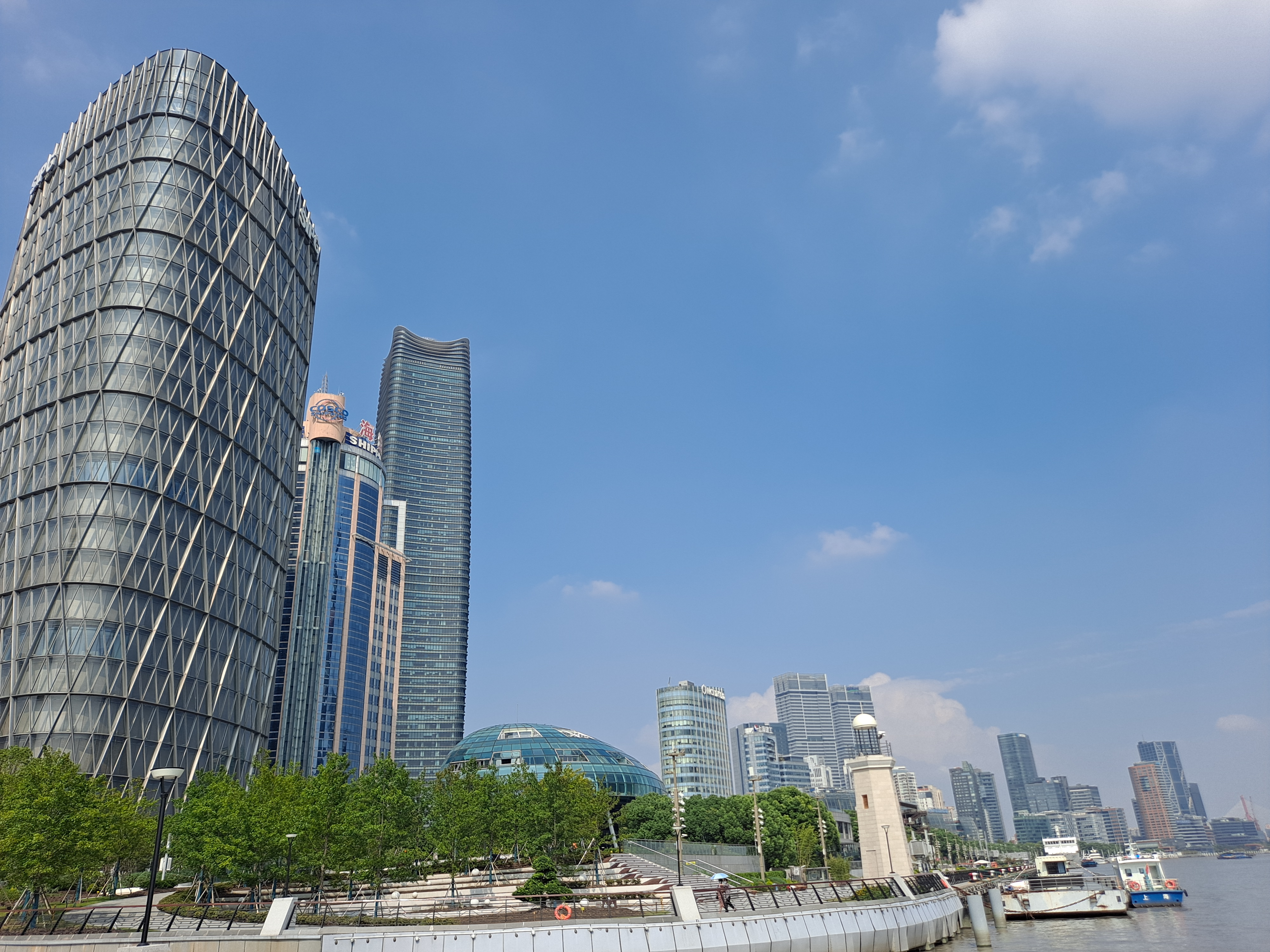
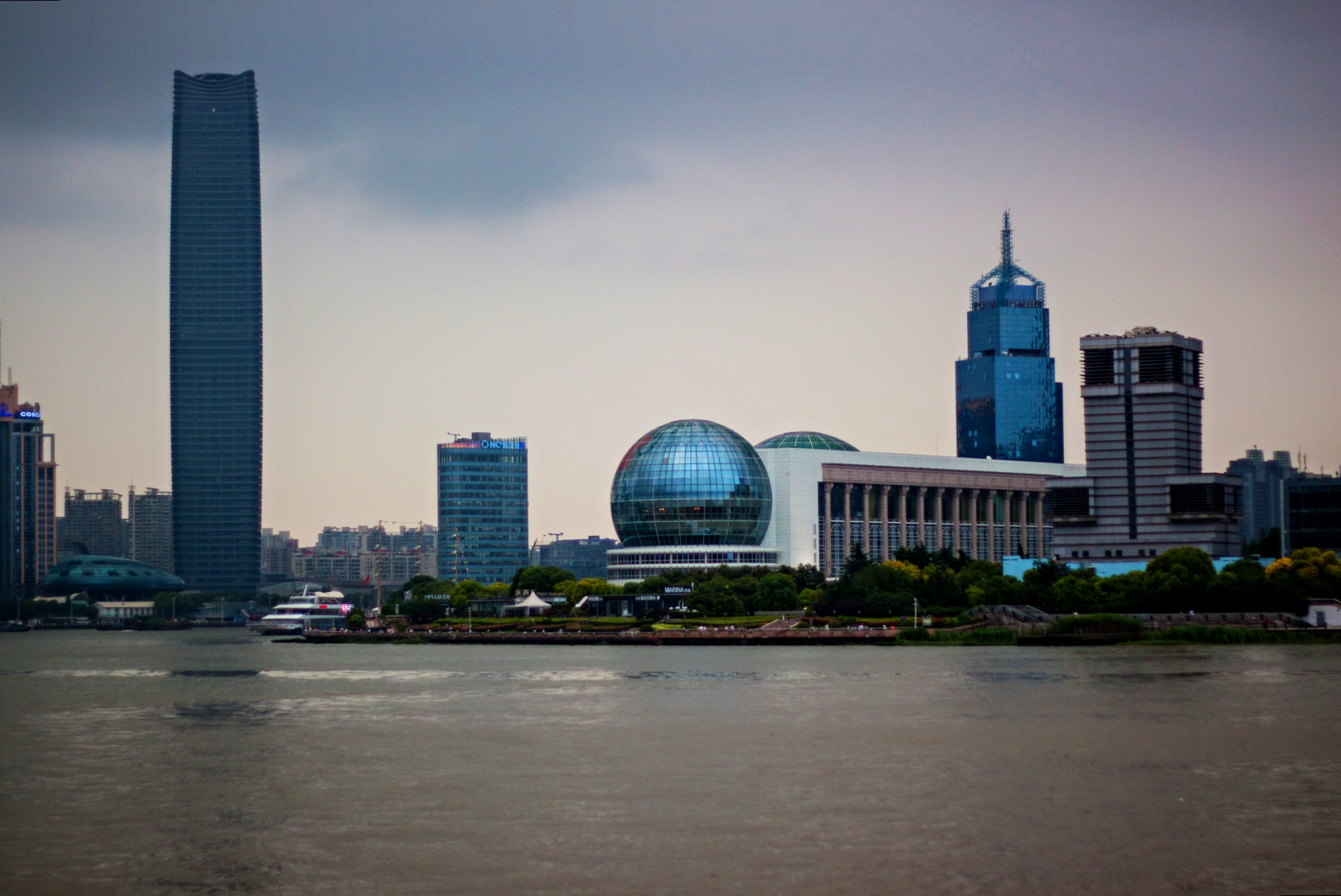